# Останкино (усадьба)
Музе́й-уса́дьба «Оста́нкино» — памятник русской архитектуры XVIII века, расположенный в бывшем имении графов Шереметевых на территории современного Останкинского парка. Является наиболее близким к Кремлю усадебно-парковым комплексом.
Ансамбль усадьбы сформировался при графе Николае Шереметеве на рубеже XVIII—XIX веков.
Построенный в Останкине дворец-театр — единственное сохранившееся в России театральное здание конца XVIII века со сценой, зрительным залом, гримировальными комнатами.
После революции графское имение было национализировано и превращено в музей, который в 1938 году получил название Музея творчества крепостных.
В 1982 учреждению было возвращено историческое название, а с 1992 года бывшее имение Шереметевых носит название Московский музей-усадьба «Останкино». С осени 2022 года музей объединен с Музеем-усадьбой «Кусково» как Государственный дворцово-парковый музей-заповедник «Останкино и Кусково».

## История

### Владения Останкино
Впервые упоминается усадебный комплекс в Москве Останкино, в межевой книге Троице-Сергиева монастыря село Ростокино с деревнями, как деревня Осташково на Суходоле. Принадлежало брату жены Адашеву Алексею Фёдоровичу — А.П. Сатину (казнён в 1563 году). В межевой книге 1558 года указан размер подушной подати крестьян. Эта местность также встречается в духовной грамоте Ивана Грозного 1572 года в качестве завещания его четвёртой жене Анне Колтовской.
С 1580-х и до 1620 — вотчина Щелкалова Василия Яковлевича и его сына Ивана Васильевича Щелкалова (ум. 1620). При них создан первый усадебный комплекс, от которого сохранился пруд.
При нём в имении был построен боярский дом, посажена роща и заложена деревянная церковь, освящённая во имя Святой Троицы. Щелкаловские здания были уничтожены в Смутное время, до настоящего времени сохранился лишь вырытый при нём пруд.
В 1620 — 1743 годах владения князей Черкасских (построили боярский дом и кирпичную церковь). Усадьба, боярский дом и Троицкая церковь были восстановлены князем Иваном Черкасским, которому Останкино было пожаловано в 1601 году и оставалось вотчиной его рода более 120 лет. Унаследовавший земли племянник князя Яков Черкасский обустроил в Останкино охотничьи угодья, а его сын Михаил вместо обветшавшей деревянной церкви велел возвести каменную.

### Усадьба Шереметевых
В 1743 году княгиня Варвара, единственная дочь канцлера Российской империи Алексея Черкасского, вышла замуж за графа Петра Шереметева, объединив два богатых и знатных российских рода. Вошедшая в приданое усадьба принадлежала Шереметевым вплоть до 1917 года.
Поскольку Петр Шереметев регулярно жил в своей родовой усадьбе в Кускове, Останкино при нём было хозяйственной вотчиной. По его указанию на этой территории организовали регулярный сад квадратной формы, выстроили теплицы и оранжереи, в которых выращивались лимоны, персики, гранаты, миндаль, фиговые и оливковые деревья.
Расцвет усадьбы связан с Николаем Петровичем Шереметевым, который сделал Останкино своей летней резиденцией и создал театральную труппу, состоявшую из более чем 300 человек. При нём Останкино стало одним из самых красивых усадебных ансамблей России. Николай Шереметев был человеком высокообразованным, увлекался искусством и идеями Просвещения. Он решил воплотить в России одну из этих идей: построить «пантеон искусств» — здание, которое бы совмещало в себе театр, картинную галерею и библиотеку. В 1792 году в Останкине началось строительство дворца-театра по проекту архитекторов Франческо Кампорези, Ивана Старова и Винченцо Бренна. Открытие театра состоялось в июле 1795 года, отделка интерьеров завершилась к 1798 года.
В 1797 году в штате театра состояло около 170 человек (среди актёров Жемчугова Прасковья Ивановна и Гранатова Татьяна Васильевна. В репертуаре театра более 100 опер, комедий и балетов (балетмейстер Ш. Ле Пик, капельмейстер и дирижёр С. А. Дегтярёв; сценографы Дж. Валезини, Ф. Гильфердинг, П. ди Г. Гонзаго, К. Бибиена, С. А. Калинин, К. М. Фунтусов, Г. С. Мухин). Первый спектакль дан 22 июля (2 августа) 1795 года (опера О. А. Козловского «Зельмира и Смелон, или Взятие Измаила»). Реализацией проекта и оформлением занимались крепостные зодчие Шереметева — Павел Аргунов, Григорий Дикушин и Алексей Миронов. В 1797 здесь побывали император Павел I и польский король Станислав Август Понятовский, в 1801 году император Александр I во время его коронационных торжеств.
Здание было построено из дерева в классическом стиле. В специальном помещении с бельэтажем часто ставились спектакли, исполняемые крепостными актёрами театра Шереметева. На сцене в то время играла известная актриса, бывшая крепостная, а впоследствии жена Николая Шереметева — Прасковья Жемчугова. В Останкино в разное время побывали многие именитые гости, в том числе польский король Станислав Август Понятовский, российские императоры Елизавета Петровна, Павел I и Александр I. Сохранились сведения о том, что в Останкинском дворце Александром II был подписан проект закона об отмене крепостного права.  После смерти Ковалёвой-Жемчуговой в 1803 году Н. П. Шереметев Останкино почти не посещал. В конце XIX века усадьба вошла в черту г. Москва. Во второй четверти XIX века графская усадьба начала постепенно приходить в упадок. Побывавший здесь в 1830-х годах Александр Пушкин отмечал:
Роговая музыка не гремит в рощах Останкино и Свирлово (Свиблово)… Плюшки и цветные фонари не освещают английских дорожек, ныне заросших травой, а некогда усаженных миртовыми и померанцевыми деревьями, насчитывающими сотни лет своего существования. Барский дом дряхл…
 С 1890-х приусадебная территория Останкино начала застраиваться дачами.

### Музейный период
После 1918 года дворец был национализирован, а 1 мая 1919 года открыт для посещения в качестве краеведческого музея. В 1930-е годы реорганизован в Историко-художественный музей. В 1938 году учреждение было переименовано в «Останкинский дворец-музей творчества крепостных», потому что сам дворец и его интерьеры были оформлены крепостными зодчими и художниками Шереметевых, а труппа театра состояла из актёров, находившихся в личной зависимости. В 1991 году Музей-усадьба "Останкино". С 1992 года бывшее имение Шереметевых носит название Московский музей-усадьба Останкино.
Коллекции музея разнообразны и состоят как из личных вещей графов Шереметевых, так и предметов, собранных после революции. В частности, до закрытия на реконструкцию здесь были представлены коллекция русского портрета XVIII—XIX веков, собрание золоченой и наборной мебели XVIII — первой половины XIX века, собрание русского, европейского и восточного фарфора и другие коллекции. Общий фонд музея насчитывает порядка 20 тысяч различных предметов.
В начале 1980-х музей стал возрождать театральную и концертную деятельность. С 1996 года в Останкино ежегодно проводится театрально-музыкальный фестиваль «Шереметьевские сезоны».
С 1989 года Останкино активно реставрируется.
В 1993 году директором музея стал Геннадий Вдовин, возглавлявший его до своей кончины в 2021 году. Благодаря его усилиям в феврале 2013 года усадьба была закрыта на капитальную реконструкцию, одна из основных задач которой — сохранить деревянные стены дворца. С начала реконструкции во дворце были проведены противоаварийные работы: крыша закрыта металлической кровлей, а в залах укреплены плафоны. В марте 2021 года московская районная газета «Вестник Останкино» со ссылкой на директора музея-усадьбы Геннадия Вдовина сообщила: «Процесс восстановления дворца Шереметевых сделают публичным — через некоторое время в сети появится сайт с информацией о ходе всех работ, а также фото- и видеофиксацией».
Основой дворцово-паркового ансамбля в стиле зрелого классицизма является комплекс находящихся на одной оси, соединённых друг с другом деревянных построек (1792–98, крепостные архитекторы А. Ф. Миронов, Г. Е. Дикушин, с 1793 – П. И. Аргунов, Д. Головцов, Б. Курзин и др., по проектам Ф. Кампорези, Е. С. Назарова, В. Бренны, И. Е. Старова, Дж. Кваренги; консультации К. И. Бланка; лепные рельефы фасадов – Ф. Г. Гордеев и Г. Т. Замараев). Центр комплекса – 2-этажный дворец-театр с анфиладами гостиных (построен к 1794) – увенчан плоским куполом на широком барабане (проект Кампорези). Южный, парадный, фасад украшен по центру 6-колонным коринфским портиком, по сторонам – 4-колонными ионическими портиками, со стороны парка – 10-колонной лоджией и тройными венецианскими окнами. Расположенный в центре дворца театр (1792, архитекторы Миронов, Дикушин, перестроен в 1796; оформлен живописцем Валезини) в прямоугольной своей части (собственно сцена) украшен двойной колоннадой передвижных декоративных колонн, в полукруглой части (места для зрителей) имеет бельэтаж с колоннами (проект Бренны 1793); частично сохранились машинное отделение («машинист» Ф. И. Пряхин), гримировочные и др. помещения. К зрительному залу примыкает фойе партера (картинная галерея) с торцевыми комнатами, выходящими во двор и в парк. Главный корпус связан невысокими галереями с «Египетским павильоном» (концертный зал) и с «Итальянским павильоном» (служил также банкетным залом; оба по проектам Бренны 1793). К «Итальянскому павильону» примыкает ротонда, построенная по проекту Аргунова. В 1811 году деревянные сваи заменены ленточным каменным фундаментом.
В редких по сохранности интерьерах [Малиновая прихожая, Голубой (Египетский) зал (с фигурами атлантов, хорами для оркестра, росписью потолка 1796), Пунцовая гостиная (c парадным портретом Павла I работы Н. И. Аргунова, 1797) и др.] – фигурные печи, расписные плафоны (мастера Г. С. Мухин, Дж. Феррари), бумажные обои (обивка стен, пострадавшая в 1812, восстановлена в 1955–56), лепнина потолков и карнизов (артель под рук. Л. Жилкина и И. Мешкова), золочёная резьба (мастер В. Пряльченко, мастерская П. П. Споля), уникальные по сохранности наборные паркеты из дорогих пород дерева (мастера Ф. Я. Прядченко, Ф. И. Пряхин, Е. Четвериков, мастерская Тауде и др.), светильники (торшеры И. С. Мочалина, люстры мастерской И. А. Фишера, канделябры П. Ф. Томира), жирандоли, коллекции живописи (с сер. 17 в.; в т. ч. произведения Ф. Солимены, Й. Платцера, А. Кауфман, И. П., Н. И. и Я. И. Аргуновых), гравюры, скульптуры (др.-рим. статуи, произведения А. Кановы, Э. М. Фальконе, П. Трискорни, Ж. А. Гудона, Ф. Г. Гордеева, копии античных статуй 18 в.; барельефы завода Уэджвуда, Англия), часов, ваз, фарфора, мебели (Ф. Никифоров, Я. Дунаев, И. С. Мочалин) и пр.

## Архитектурный ансамбль усадьбы

### Храм Святой Троицы
Храм Живоначальной Троицы — старейшее строение, сохранившееся в усадьбе. В сентябре 1678 года по челобитной князя Михаила Черкасского патриарх Иоаков благословил строительство каменной церкви взамен обветшавшей деревянной.
Строительство храма велось с 1678 по 1683 года по проекту крепостного архитектора Павла Сидоровича Потехина. Постройка выполнена в стиле русского узорочья, её стены украшены орнаментом из красного кирпича и тёсанного камня. Особенностью церкви является девятиярусный резной иконостас. В настоящее время в храме располагается подворье патриарха.
Останкино. Церковь Живоначальной Троицы. 1678–92. Зодчий П. С. Потехин.Фото А. И. Нагаева.
Парадный полукруглый двор (до 1830-х гг. прямоугольный) обнесён решёткой с воротами. Перед двором – кирпичная 5-главая с двумя 1-главыми приделами ц. Живоначальной Троицы (1678–83; зодчий П. С. Потехин; отделка в «узорочном стиле» с изразцами и белокаменными орнаментами завершена в 1692; росписи 1840, И. С. Подклюшников; 9-ярусный иконостас кон. 17 в. обновлён в 1856 под наблюдением арх. М. Д. Быковского; церковь реставрировалась в 1878–80, 2010; в 1935–91 богослужения не велись, ныне – подворье Введенской Оптиной пустыни) с колокольней в русском стиле (1877–78, арх. Н. В. Султанов).

 Объект культурного наследия № 7710557005

### Дворец
Шереметевский дворец в Останкино, построенный из сибирской сосны с наружной штукатуркой и украшенный внутренней декоративной отделкой, является образцом архитектуры классицизма. Во всех парадных залах, фойе и холлах представлены произведения искусства. Стены дворца изнутри обиты бархатом и атласом и украшены золочёной резьбой. Облик дворца дополняют колонны, лоджии и барельефы.
Вспоминая об останкинском дворце, неизвестный английский путешественник писал:
...по фантастичности своей он напоминал одну из арабских ночей. В отношения блеска и великолепия он превзошел все, что только может дать самое богатое воображение человека или что только могла нарисовать самая смелая фантазия художника.
Центральное место во дворце занимал театральный зал, при его проектировании за образец брались лучшие европейские театры. Зал соединялся с Египетским и Итальянским павильонами, которые использовались для театральных постановок и прочих увеселительных мероприятий. На данный момент дворец является единственным в России и одним из немногих в Европе театральным зданием конца XVIII века, в котором сохранились сцена, зрительный зал, гримировальные комнаты, театральная машинерия.

 Объект культурного наследия № 7710557001 — дворец 
 Объект культурного наследия № 7710557006 — хозяйственный флигель

### Парадный двор
Небольшой парадный двор усадьбы вместе с примыкающими флигелями по оформлению напоминают сценическое пространство.
Ограда парадного входа дворца была установлена в 1827 году, и является важным элементом паркового ансамбля XVIII века.

 Объект культурного наследия № 7710557002 — ограда парадного двора

### Парк
Организация парковой зоны при усадьбе была начата в середине XVIII века и окончательно сформировалась на рубеже XVIII—XIX веков. Останкинский парк состоял из Увеселительного и Прибавочного садов, которые представляли собой соответственно «английскую» пейзажную и регулярную «французскую» части.
В 1932 году на территории бывшего парка графов Шереметевых был организован Парк культуры и отдыха имени Феликса Дзержинского. В 1991 году ПКиО было возвращено историческое название — парк Останкино.
В 1976 включён в состав ВДНХ как парковая зона с курганами славянских поселений 11–13 вв. и р. Каменкой, за которой расположен Главный ботанический сад РАН.

 Объект культурного наследия № 7710557003 — парк «Увеселительный сад» 
 Объект культурного наследия № 7710557004 — парк пейзажный с прудами